# Física unnúclear
Na simetria conformada não relativística, a física unnúclear é a explicação geral para o campo que estabelece como e onde procurar evidências dos “unnúcleos” e investiga uma versão não relativística da física da não particulada de Georgi, a teoria especulativa que conjectura uma forma de matéria que não pode ser explicada em termos de partículas usando o modelo padrão da física das partículas, porque seus componentes são invariantes em escala. A fisica unnúclear foi descoberta por H.W. Hammer e D. T. Son.
A física unnúclear são reações de sistemas de férmions de spin-½ não relativísticos no regime unitário de interações fortes que pode ser projetada com átomos ultra-frios e ocorre naturalmente em reações nucleares com múltiplos nêutrons. Ao contrário da não partícula relativística, que permanece um objeto hipotético, o unnúcleo é realizado em reações nucleares envolvendo a emissão de alguns nêutrons, quando a energia dos nêutrons do estado final em seu referencial de centro de massa fica na faixa entre cerca de 0,1 MeV e 5 MeV.